# Лух авт
Лух авт (хант.: Ӆух авт — «Ангальский мыс») — газета на хантыйском языке (шурышкарский диалект), выходящая в Салехарде (Ямало-Ненецкий АО). Учредителем газеты является Департамент внутренней политики Ямало-Ненецкого АО. Выходит с 6 января 2001 года. Освещает быт и культуру хантов, публикует фольклорные материалы. Выходит 1 раз в неделю на 4-х полосах. Тираж — 650 экземпляров (2012). С 2012 года газета «Ӆух авт» входит в состав Государственного учреждения «Северное издательство» в городе Салехарде.
В 2007 году на III Всероссийском фестивале финно-угорской прессы газета заняла 2-е место в номинации «Лучшая серия фоторепортажей о национальных традициях финно-угорских народов». Газета внесла значительный вклад в формирование хантыйского литературного языка, к ней неоднократно обращались учёные из Ханты-Мансийского автономного округа. В 2014 году главному редактору газеты Геннадию Кельчину была вручена первая премия главы Ямало-Ненецкого АО «За вклад в сохранение и развитие национальной культуры малочисленных народов Севера».